# Rotkopfguan

Verbreitungsgebiet des Rotkopfguans

Der Rotkopfguan (Ortalis erythroptera), Syn. Ortalida erythroptera ist eine Vogelart aus der Ordnung der Hühnervögel (Galliformes).
Der Vogel ist endemisch im Tumbes-Chocó-Magdalena-Gebiet und kommt in Kolumbien, Ecuador und Peru vor. Es handelt sich jeweils im fragmentierte Populationen.
Der Lebensraum umfasst trockenen Laub- und Küstenwald, feuchten Wolken- und Nebelwald, auch Nadel- und Sekundärwald, gelegentlich auch Kulturland sowie Ausläufer der Anden von 300 bis mindestens 2000 m Höhe.
Der Artzusatz kommt von altgriechisch ἐρυθρός erythrós, deutsch ‚rot‘ und altgriechisch πτερόν pterón, deutsch ‚Flügel‘.

## Merkmale
Die Art ist 54–66 cm groß und wiegt zwischen 620 und 645 g. Sie ist im Wesentlichen einfarbig mit rostfarbenem Kopf, rotbraunen äußeren Steuerfedern und im Fliegen sichtbaren rotbraunen Handschwingen. Die Kehle ist geschuppt, die äußeren Steuerfedern sind rotbraun.
Die Art ähnelt dem Rotflügelguan (O. garrula), hat aber rotbraune oder kastanienbraune Schwanzspitzen und ist an unterer Brust und Bauch cremefarbener. Die Iris ist braun, die Gesichtshaut dunkel bläulich-grau und die Beine sind blass blau.

## Geografische Variation
Die Art ist monotypisch.

## Stimme
Die Lautäußerungen werden als wiederholtes „wa-ch-ra“, „kwak-ar-ar-ar“, „cha-cha-kaw“ oder schriller als „kra-kra-kra“ beschrieben, langsamer als bei anderen Guans, regelmäßig am frühen Morgen, mitunter schon deutlich vor dem Sonnenaufgang.

## Lebensweise
Die gesellige und auffallende Art ist vermutlich ein Standvogel.
Die Nahrung besteht ausschließlich aus Früchten, aber auch aus Blättern, sie hauptsächlich in kleinen Gruppen von 2 bis 7 Vögeln gesucht werden.
Die Brutzeit dürfte in der Regenzeit zwischen Januar und Mai liegen, das Gelege besteht aus 3 Eiern, die über 26–28 Tage bebrütet werden.

## Gefährdungssituation
Der Bestand gilt als „gefährdet“ (Vulnerable) aufgrund des zersplitterten Lebensraumes, Bejagung und Habitatverlustes.